# Alfonso Márquez de Prado
Alfonso Márquez de Prado (El Espinar (Segòvia), 1557 – Segòvia, 7 de novembre de 1621). Inquisidor i bisbe de Tortosa, Cartagena i Segòvia.

## Biografia
Fill d'Alonso Márquez de Prado i Catalina González de Vivero, neix en 1557 a El Espinar, en l'actual província de Segòvia.
Inicia els estudis a Àvila, i després es trasllada a Salamanca, on el 25 d'abril de 1581 entra en el col·legi major de Sant Bartomeu mitjançant una beca, i sent col·legial obté la llicènciatura en ambdós drets.
En 1593 és nomenat inquisidor a Barcelona i poc temps després fiscal de la suprema inquisició. Participà en l'elaboració d'una llista de llibres prohibits, que es publicà l'any 1612 essent inquisidor general Bernardo de Sandoval i Rojas.
Promogut al bisbat de Tortosa, pren possessió el 3 d'agost de 1612. Promou la predicació en català d'acord amb les disposicions de Trento, es mostra preocupat pel retorn de molts moriscs i creu necessària la seva dispersió per evitar la formació de grups homogenis, convoca en 1615 un sínode i les constitucions són publicades, junt les aprovades en 1575 essent bisbe Juan Izquierdo, en 1616, i aporta 400 escuts per la construcció de la catedral i col·loca la primera pedra del convent de caputxins de Tortosa.
El 18 de juliol de 1616 és traslladat al bisbat de Cartagena, i menys de dos anys després, el 29 de maig de 1618 és promogut al bisbat de Segòvia, on pren possessió el 25 de setembre mitjançant procurador, i entra en la ciutat el 7 d'octubre. Durant el seu darrer pontificat aportà a la fàbrica de la seu 120.000 maravedís
Visitant la diòcesi, en Aguilafuente contrau una malaltia i torna a Segòvia. Mor el 7 de novembre de 1621, i fou soterrat en la catedral.